# نوط الخدمة العامة
نوط الخدمة العامة من الانواط العسكرية العراقية التي مازال العمل بها مستمرا الئ يومنا هذا ويمنح للعسكريين والمدنيين الذين يشتركون بحركات فعلية يقدرها وزير الدفاع وفي الحرب في الدولة العراقية، وهو من الانواط القليلة التي لم تلغئ في العراق بعد عام 2003, وهناك عدة إصدارات لهذا النوط ملكي وجمهوري.

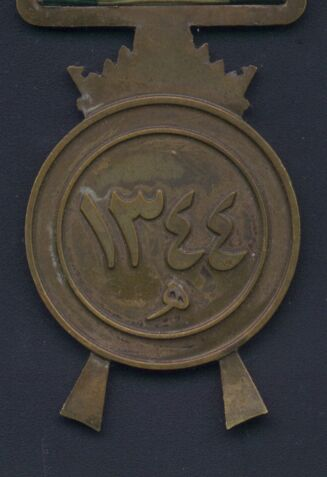
ظهر النوط

## نوط الخدمة العامة الأول
منح هذا النوط لافراد الجيش العراقي وجيش الليفي واخرين ممن خدموا في الجيش العراقي لهذه الفترة الزمنية وساهموا في العمليات القتالية للجيش العراقي بين عامي 1924-1936.ولقد منح هذا النوط في البداية لقطعات الجيش المساهمة في العمليات القتالية في شرق العراق بين 24 مايس 1924 و18 كانون الأول 1924 وبين 23 اذار 1925 و30 ايلول 1925.
ولقد كان هناك في بعض الاحيان قطعة كليب معدنية تمنح للمساهمين في هذه العمليات بدلا من النوط  واصبح هذا النوط مرتبط بهذه الكليبات المعدني.
ويظهر ان في أول عمليات للجيش العراقي كان هناك كليب مع هذا النوط في  أول إصدار له ويسمى هذا النوط احيانا أيضا بنوط فيصل الأول الحربي، حيث منح للضباط العسكريين البريطانيين الذين خدموا مع الجيش العراقي في بداية التاسيس في الحروب الداخلية في العراق.
وهناك بعض الغموض المصاحب لاصدار هذا الوسام وفقا للقانون 34 لسنة 1926 أو قانون الخدمة الفعلية والاستبسال في 15 مايس 1925  بسبب عدم الاستقرار السياسي والعسكري في العراق على مر تاريخه الحديث لكن المعروف ان هذا النوط تم استبداله بعد حركة 14 تموز 1958 بنوط الخدمة العامة الثاني.
نوط الخدمة الأول صدر بموجب الإرادة الملكية يوم 18 كانون الأول 1926 حسب ما نشر في بيان حكومة الملك في الجريدة الرسمية  في 28 كانون الأول 1926, ثم عدل بموجب الإرادة الملكية يوم 14 نوفمبر 1928 حسب ما نشر في بيان عن حكومة الملك في الجريدة الرسمية في 6 كانون الثاني ينياير 1929.ثم جاءت مواصفات النوط في الجريدة الرسمية مرة أخرى بتاريخ 2 نيسان 1927.وتم ابدال هذا النوط أيضا لاحقا بعد ثورة تموز 1958.

## نوط الخدمة العامة الثاني أو الجمهوري
تم استبدال اسم الملك فيصل الأول مؤسس المملكة العراقية بتاريخ هجري بعد 1958 كما منبين في الصورة.

## صناعة النوط
صنع هذا النوط بواسطة Huguenin (La Loche, Switzerland) كما ان هناك بعض الاصدارات المصنعة بواسطة V. Singal & Sons (Baghdad).
النوط مصنع من معدن البرونز اللماع، غير المطلي كما يظن البعض بحجم 53 X 34 مم مع شبه دائرة وهلال واكليل مع الكتابة العربية الخدمة العامة وفي الخلفية بندقيتان متقاطعتان وفوهاتان مجتمعة مع عشرة اشعاعات متصلة بواسطة قطعة معدنية للشريط.
في خلف القطعة المعلقة هنا الماركة "HUGUENIN SUISSE" وفي خلف النوط هناك العبارة  فبصل الأول 1344. الشريط بحجم 33 مم وخطوط متساوية 11مم من الاخضر والابيض والاخضر مرة أخرى.

## وصف الشريط
الشريط وصف عام 1927 بقطعة من الحرير، 1 ونصف إنج طولا وواحد وربع إنج عرضا. مع كون اللون الابيض في الوسط والاخضر على الجوانب لكن لم يلاحظ شريط بهذه المواصفات وهذا الوصف قريب للشريط المستخدم بعد 1958.

## أنواع اخرئ من النوط
هناك عدة أنواع من النوط ماقبل 1958 وكالاتي:
نوط بدون قطعة معدنية دالة
نوط مع قطعة معدنية بدون أي كتابة ومن غير المعلوم مالفرق بين هذه والسابقة.
نوط مع قطعة معدنية دالة:
1-   عمليات المناطق الشرقية 1927 وهذه القطعة صدرت بموجب الإرادة الملكية ونشرت في الجريدة الرسمية في يوم 1 اذار 1928. ولقد منحت للخدمة في قاطع بنجوين في شرق العراق بين 19-27 نيسان 1927. وايضا منحت للافراد المشاركين في عمليات عامي 26 و25.
2-   عمليات كردستان الجنوبية 1930-1931 والذي صدر بموجب الإرادة الملكية بدون تاريخ محدد ونشر في الجريدة الرسمية بتاريخ 19 نيسان 1931. ولقد عدلت شروط هذه الخدمة بموجب الإرادة الملكية في 9 حزيران 1931 ونشرت بتاريخ 23 اب 1931 وبتاريخ 16 نوفمبر 1931 ونشرت أيضا بتاريخ 24 كانون الثاني 1932 والقانون أو الإرادة الملكية 25 كانون الثاني 1932 ونشرت في 10 نيسان 1932.
حيث منحت للخدمة في اخماد حركة الشيخ محمود البرزنجي في كردستان الجنوبية والمناطق الشرقية للعراق بين  29 أكتوبر 1930 و25 نوفمبر 1930 , وبين 3 كانون الأول 1930 و18 كانون الثاني 1930 , و11 كانون الثاني 1931 إلى 5 شباط 1931 , وبين 10 اذار 1931 و14 مايس 1931.
المناطق التي دارت حولها العمليات  أرسلت معلوماتها إلى قيادة القوة الجوية الملكية بواسطة  الامر الوزاري الجوي رقم  N 454  لعام 1932 وA.284 1932 : ب كركوك- سردارش- وتقاطع كالة جولان والزاب الصغير على الحدود العراقية الإيرانية شمال موات تهينس بين الجبهة شرق وجنوب قرب معبراو طريق  خانقين كرمنشاه  خانقين- كنكربان- كركوك.
3-    حركة بارزان الأولئ 1932 : هذه القطعة صدرت بموجب الإرادة الملكية بتاريخ 9 اب 1932 ونشرت في الجريدة الرسمية بتاريخ 18 كانون الأول 1932 ومنحت للقوات العراقية والبريطانية العاملة في منطقة بارزان في شمال العراق بين تاريخ 15 اذار 1932 و6 تموز 1932.
4-    حركة بارزان 1933 وهذه القطعة صدرت بموجب الإرادة الملكية بتاريخ 19 سبتمبر 1933 ونشرت في الجريدة الرسمية بتاريخ 16 ايلول 1934  ومنحت للخدمة في مناطق بارزان في شمال العراق ضد الثوار  الطياريين بين 23 تموز و17 اب 1933.ولقد منحت لافراد الجيش العراقي فقط.
5-     حركات الفرات 1935 : ولقد تم إصدار هذه القطعة والنوط بموجب الإرادة الملكية بتاريخ 14 اب 1935 ونشرت في الجريدة الرسمية بتاريخ 8 ايلول 1935  لمنحها للضباط العراقيين لدورهم في اخماد حركات الفرات وثورات العشائر هناك بين 11 مايس 1935 و 29 تموز 1935.
6-    حركات الفرات 1936 : وصدر هذا النوط بموجب الإرادة الملكية في 2 تموز 1936 ونشر في الجريدة الرسمية بتاريخ 16 اب 1936 ومنح للضباط العراقيين المشاركين ثورات العشائر في مناطق الفرات بين 1 مايس 1936 و28 حزيران 1936.
7-    حركة بارزان الثانية: ومنح هذا النوط  مع القطعة المعدنية  تثمينا لجهود ضباط الجيش العراقي في عملياته في شمال العراق  ضد حركة بارزان الثانية بين عامي 1943-1945 وايضا منح للضباط المشاركين في عمليات بارزان الثالثة والرابعة في شمال العراق.